# Rhinotyphlops boylei
Rhinotyphlops boylei – endemiczny gatunek węża z rodziny ślepuchowatych (Typhlopidae).
Gatunek ten osiąga długość 21 cm. Ciało w kolorze oliwkowobrązowym, brzuch żółty.
Występuje na terenie Afryki Południowej (Namibia, Botswana oraz przyległy obszar Prowincji Przylądkowej Północnej w RPA).